# Internat Aggersee
Das Internat Aggersee war ein Internat für Jungen und Mädchen, an vier Standorten im Bergischen Land, in Nordrhein-Westfalen.

## Geschichte
Das Internat Aggersee wurde in den 1960er Jahren in einem ehemaligen Hotel an der Aggertalsperre in Lantenbach als private Realschule in freier Trägerschaft eingerichtet.
Zum Internat gehörte auch das 300 Meter vom Haupthaus entfernte „Haus Louise“ auf der Talsperren-Halbinsel.
Weitere Standorte waren das „Internat Beversee“ bei Hückeswagen, das „Burgberg Internat“ in Denklingen und das „Meinhardus Internat“ in Meinerzhagen. Alle Häuser waren in Trägerschaft der Privatschulen Bröcker (Inh. Fred Bröcker).
Die bis zu 400 Schüler waren altersgemäß in Unter-, Mittel- und Oberstufe an den vier Internatsstandorten getrennt. Dabei wohnten sie in Zwei- bis Vierbettzimmern, einige sogar mit eigenem Bad und Terrasse. Die Internatsschule hatte ausschließlich interne Schüler.
 
Der Schulbetrieb erfolgte als Ganztagsschule, mit Unterricht am Vormittag (4–5 Stunden) und am Nachmittag (2–3 Stunden). Eigene Schulbusse sorgten für die Beförderung und Verbindung zwischen den Häusern. Die Abschlussprüfungen waren vor einer externen, staatlichen Prüfungskommission in Köln.

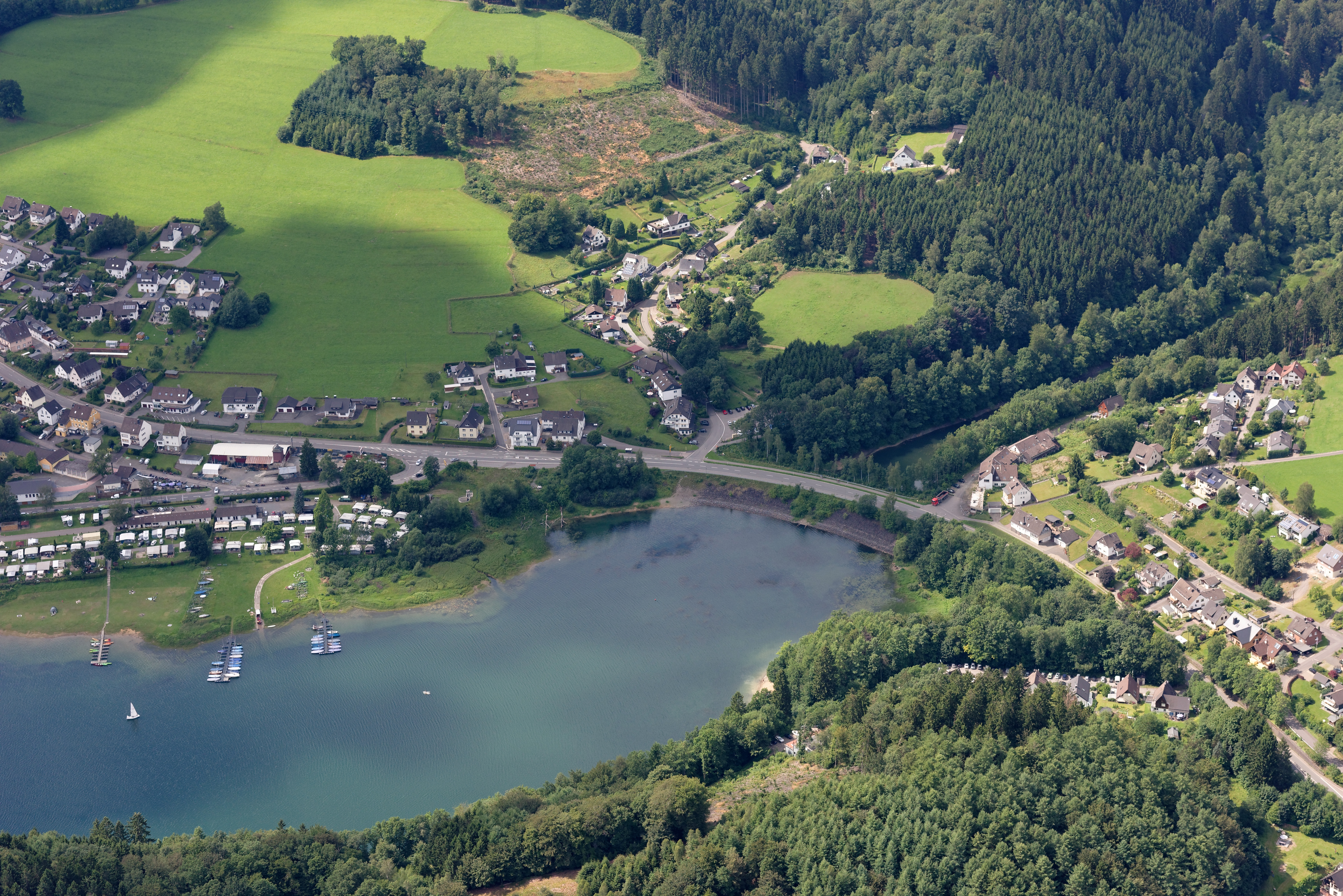
Gummersbach-Lantenbach (Rechts vom Damm das Internat Aggersee)

Zur Ausstattung des Internats gehörte ein Hallenbad, Sporthallen und ein eigener Reitstall mit Reithalle, wo die Schüler von Reitlehrern in Dressur, im Springen und Geländeritt ausgebildet wurden. Fortgeschrittene Reiter konnten das Reiterabzeichen erwerben und an Turnieren teilnehmen. Neben der reiterlichen Ausbildung konnten die Internatsschüler auf der Aggertalsperre und Bevertalsperre auch die Fertigkeiten des Segeln erlernen, alle Schwimmabzeichen und Leistungsscheine der DLRG erwerben. Weitere Aktivitäten waren neben diversen Sportarten u. a. Rudern, Minigolf, Kegeln, Wandern sowie vielfältiger Wintersport, wie Eislaufen, Rodeln oder Skifahren. Unweit vom Meinhardus Internat in Meinerzhagen steht die große Meinhardus-Schanze. Im Burgberg Internat gab es neben einer modernen Aula mit Cafeteria auch eine Kapelle die jeder Konfession offenstand. 
Freizeit- und Gemeinschaftsräume, auch den einen oder anderen Partykeller gab es in jedem der Häuser. 
Mit Schülern, die an den Wochenenden nicht heimreisten, wurden kulturelle, sportliche oder andere Veranstaltungen und Sehenswürdigkeiten besucht.
In den 1990er Jahren wurde das Internat Aggersee aufgelöst. Alle paar Jahre finden seitdem Schultreffen der ehemaligen Internatsschüler statt, dazu reisen einige auch aus dem Ausland an.
Fast alle Häuser haben heute eine andere Nutzung gefunden. Das Burgberg-Internat ist bereits seit vielen Jahren eine Seniorenresidenz. 
Das Internat Beversee gehört heute dem Fritz Perls Institut (FPI) das hier die Europäische Akademie EAG eingerichtet hat.
Im Internat Aggersee sind 2018 nach Sanierung und Umbau 17 exklusive Mietwohnungen entstanden. Und auch das Meinhardus Internat ist heute ein modernes Mehrfamilienhaus.
Nur das Haus Louise an der Aggertalsperre wartet noch auf bessere Zeiten.

„Und jedem Anfang wohnt ein Zauber inne...“

Eines von vielen Zitaten aus dem Schulalltag im Internat Aggersee. Tempi passati (Vergangene Zeiten).
Zu den Privatschulen Bröcker gehörten neben dem Internat Aggersee, noch Handelsschulen, Höhere Handelsschulen und ein Sprachinstitut.

## Schulstandorte
- Lantenbach: Internat Aggersee mit Haus Louise
- Hückeswagen: Internat Beversee
- Denklingen: Burgberg Internat
- Meinerzhagen: Meinhardus Internat